# انتحار اودرى بوت
أودري تايلور بوت (27 مايو 1997 - 12 سبتمبر 2012)  كانت طالبة في الخامسة عشرة من عمرها في مدرسة ساراتوجا الثانوية في ساراتوجا، كاليفورنيا، انتحرت. بعد تعرضها للاعتداء جنسي في حفلة من ثلاثة شباب في السادسة عشرة من عمرهم
وبعد حذا الحادث وقّع حاكم كاليفورنيا، جيري براون، قانون أودري، وهو "مشروع قانون يشدد العقوبات ويُقلل من حماية الخصوصية للمراهقين المُدانين بارتكاب أفعال جنسية مع شخص فاقد للوعي بسبب المخدرات أو الكحول أو غير قادر على إعطاء الموافقة بسبب إعاقة"

## الانتحار
في 3 سبتمبر 2012، ذهبت بوت إلى حفلة مع حوالي عشرة مراهقين آخرين حيث سُكرت. . بمجرد أن سُكرت، سُحبت إلى أعلى الدرج وإلى غرفة نوم. اعتدى عليها ثلاثة مراهقين أو أكثر جنسيًا هناك. في النهاية، أقر ثلاثة فتيان في السادسة عشرة من عمرهم تعرفهم بالذنب وقضوا فترة في دار الأحداث بتهمة الاعتداء الجنسي. كما استُخدمت أقلام للرسم والكتابة على جسدها، والتُقطت صور لها ونُشرت عبر مواقع التواصل الاجتماعي في الأيام التالية، تعرضت بوت للتنمر من بعض الذين شاهدوا الصور. و في 12 سبتمبر 2012، انتحرت شنقًا لتأثرها بهذا